# Duke (album)
Az 1980-as Duke a Genesis tizedik stúdióalbuma. Az album felvételei előtt a zenekar hajszál híján elvesztette Collinst, amikor Vancouverbe utazott, hogy helyrehozza házasságát. Később úgy fogalmazott, hogy házasságának felbomlása nagyban növelte dalszerzői tehetségét.
Ez volt a zenekar első olyan albuma, melyen Collins ugyanakkora mértékben vette ki részét a dalok írásából, mint Banks és Rutherford. Az album zenei stílusa átmenetet képez az 1970-es évek progresszív stílusa és az 1980-as évek popslágerei között. A Dutchess volt a zenekar első olyan albuma, melyen dobgépet használtak, ami a későbbi Genesis-lemezeken már többször is felbukkan.
Az album kedvező fogadtatásban részesült, az Egyesült Királyságban ez lett a Genesis első listavezető albuma, a Misunderstanding és a Turn It on Again pedig a koncertek elmaradhatatlan darabjaivá váltak.

## Az album dalai
1. Behind the Lines – 5:31 (Rutherford, Banks, Collins)
2. Duchess – 6:40 (Rutherford, Banks, Collins)
3. Guide Vocal – 1:18 (Banks)
4. Man of Our Times– 5:35 (Rutherford)
5. Misunderstanding – 3:11 (Collins)
6. Heathaze – 5:00 (Banks)
7. Turn It On Again – 3:50 (Rutherford, Banks, Collins)
8. Alone Tonight – 3:54 (Rutherford)
9. Cul-de-sac – 5:02 (Banks)
10. Please Don't Ask – 4:00 (Collins)
11. Duke's Travels – 8:41 (Rutherford, Banks, Collins)
12. Duke's End – 2:04 (Rutherford, Banks, Collins)

## Közreműködött
- Phil Collins – ének, dob, dobgép, ütőhangszerek
- Mike Rutherford – gitár, basszusgitár, basszuspedál, vokál
- Tony Banks – billentyűs hangszerek, 12 húros gitár, vokál